# Tonet Timmermans
Pour les articles homonymes, voir Timmermans.
Tonet Timmermans, née le 26 mars 1926 à Lierre (province d'Anvers) et morte le 16 avril 2020 à Assebroek (province de Flandre-Occidentale), est une illustratrice belge active après la Seconde Guerre mondiale. Elle a été la première femme à créer des bandes dessinées et des illustrations pour le légendaire périodique belge de bandes dessinées Kuifje/Journal Tintin.

## Biographie
Tonet Timmermans naît le 26 mars 1926 à Lierre. Elle est la fille de l'écrivain Félix Timmermans et sœur de Gommaar Timmermans dit GoT et de Lia Timmermans.
À l'âge adulte, elle devient peintre, illustratrice et dessinatrice de bandes dessinées. Elle est l'élève du peintre Joris Minne et aussi, grâce aux relations amicales de son père, elle fait la connaissance du peintre Gustaaf De Bruyne. La Seconde Guerre mondiale interrompent ses études, mais elle peut néanmoins poursuivre des cours sous la tutelle de l'artiste peintre Oscar van Rompay. Avec Elisabeth Ivanowsky, Hélène van Coppenolle et Hélène van Raemdonck, Timmermans figure au nombre des illustratrices animant les contes pour enfants de son père, Vertelsels voor Janneke en Mieke » (Snoeck Ducaju en Zoon, Gand, 1943). Les illustrations de Tonet Timmermans apparaissent avec l'histoire De Dag der Dieren.
Elle est la première femme à créer des bandes dessinées et des illustrations pour le légendaire périodique belge de bandes dessinées Kuifje/Tintin.
Elle participe aux premiers numéros du Journal Tintin (édition belge francophone et néerlandaise) comme créatrice de plusieurs couvertures, et d'une bande dessinée au style narratif : Geneviève de Brabant.
Elle figure dans la page 16 du Journal de Tintin no 39 du 29 septembre 1947, Ceux qui font votre journal aux côtés de Hergé, Jacobs, Le Rallic, Laudy, Cuvelier : « Ce n'est pas la première fois que Tintin publie le portrait de Tonet. En effet, on le trouve déjà sur la couverture du no 28. N'est-elle pas charmante ? Elle aime les princes, les fées, les gnomes, les fleurs et les animaux. Sa distraction préférée : dessiner et rêver au soleil (peut-être aussi au clair de lune !). Elle n'est pas bavarde ; sa devise est ... « Chut ! ».
Tonet Timmermans meurt le 16 avril 2020 dans une maison de repos à Assebroek, à l'âge de 94 ans.